# Vietcong (videogioco)
Vietcong è un videogioco di tipo sparatutto in prima persona, pubblicato da Gathering of Developers e sviluppato da Pterodon e Illusion Softworks. È ambientato durante la guerra del Vietnam.

## Trama
Il gioco è ambientato durante la Guerra del Vietnam nel 1967-1968 negli altipiani centrali del Vietnam del Sud, una zona morfologica prevalentemente montuosa, caratterizzata da rilievi di modeste dimensioni che sovrastano foreste tropicali coperte da una fitta vegetazione, spesso attraversate da torrenti tortuosi. Territorio insidioso abitato solamente dai Montagnard. In questo territorio, nei pressi del confine con la Cambogia, esiste il campo di Nui Pek, della squadra A-216 delle Forze Speciali Americane, un campo creato appositamente per addestrare al combattimento i Montagnard locali ed inserirli nel programma CIDG (l'esercito sudvietnamita composto da truppe irregolari con il compito di difendere il proprio paese dai Viet cong). La zona di nui Pek è particolarmente calda e c'è una forte presenza di Vietcong nell'area, questo è dovuto al fatto che nella regione sono presenti numerose diramazioni del Sentiero di Ho Chi Minh, una rete di strade che vanno dal Vietnam del Nord al Vietnam del Sud, attraversando Laos e Cambogia, allo scopo di fornire supporto logistico ai Vietcong. Nel gioco si controlla il sergente Steve R. Hawkins, mandato al campo di Nui Pek come rimpiazzo per ovviare alle sempre maggiori perdite che il campo stava subendo. Qui Hawkins sarà al comando di una squadra formata da cinque membri, ognuno esperto in un settore:
- Thomas Bronson: Geniere
- Joe Crocker: Medico
- P.J Defort: Marconista
- Le Duy Nhut: Guida
- C.J. Hornster: Mitragliere

## Espansioni
Nel 2004 sono state pubblicate due espansioni, Vietcong:Red Dawn e Vietcong: Fist Alpha, la prima è stata distribuita gratuitamente e contiene una nuova campagna cooperativa, nuove armi, nuove mappe multiplayer e una nuova missione giocatore singolo, la seconda invece è stata distribuita a pagamento e contiene un'intera nuova campagna singolo giocatore ambientata prima degli eventi narrati in vietcong, nuove armi, nuove mappe per il multiplayer e l'implementazione di un sistema anti cheat. Successivamente il gioco è stato pubblicato insieme alle sue espansioni e patch sotto il nome di Vietcong:Purple Haze.

## Sequel
Il seguito, Vietcong 2, è stato pubblicato nel 2006.

## Accoglienza
| Testata                              | Giudizio |
| ------------------------------------ | -------- |
| Metacritic (media al 16 giugno 2024) | 74       |
| GameSurf                             | 8        |
| IGN                                  | 7        |
| GameSpot                             | 7,9      |
| Gameitalia.net                       | 9        |
| Multiplayer.it                       | 7,5      |
| Nextgame.it                          | 9        |

Il gioco è stato accolto molto positivamente con 8/10 su GameSpot. Il gioco ha anche ricevuto premio Gioco dell'anno 2003. Le versioni per console furono accolte meno positivamente. L'espansione Fist Alpha è stata accolta anch'essa positivamente col voto di 8.0/10 su GameSpot e 7.5/10 su IGN. Il sito italiano GameSurf ha dato al gioco il voto 8 definendolo sia il gioco che l'espansione come un gioco che vale i soldi che costa e che si pone tranquillamente ai titoli più o meno simili del 2003. Su Metacritic il gioco ha avuto il voto 74/100 basato su 22 recensioni. Alcune recensioni degli utenti su Spaziogames.it gli hanno dato anche il voto 10/10. Inoltre Vietcong ha venduto più di un milione di copie, diventando un best seller su pc del 2003.